# 提庇留·朱利亞斯·阿布德斯·潘得拉

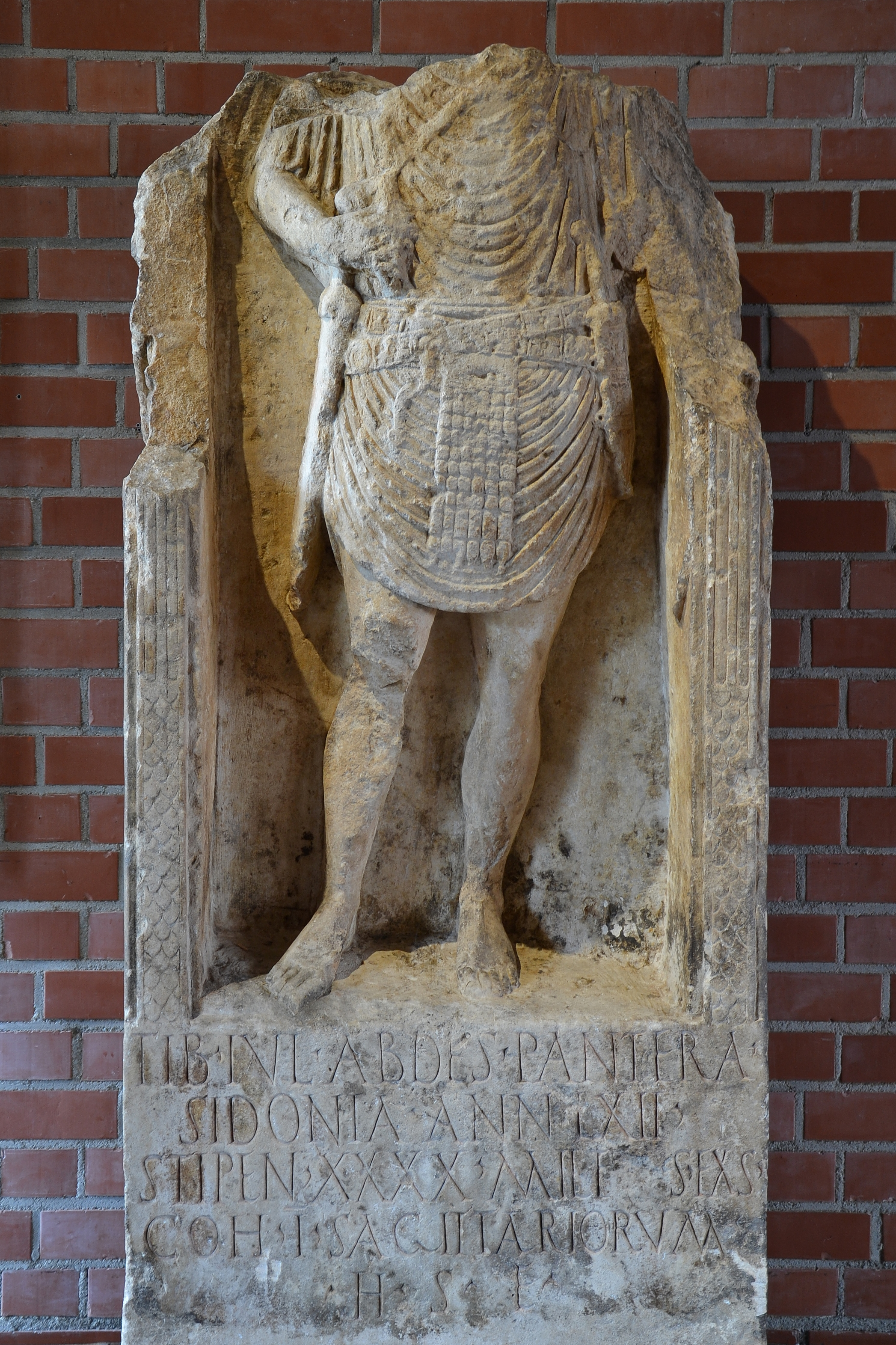
藏於德國巴特克羅伊茨納赫的提庇留·朱利亞斯·阿布德斯·潘得拉墓碑

提庇留·朱利亞斯·阿布德斯·潘得拉（拉丁語：Tiberius Iulius Abdes Pantera，约前22年—约40年），英文譯為约瑟·本·潘得拉（英語：Joseph ben Pantera），一名羅馬帝國弓箭手士兵，1859年在德國萊茵蘭-普法茲巴特克羅伊茨納赫收藏他的墓碑。
他之所以出名是因为有学者认为他就是西元二世纪希腊哲学家克理索笔下的罗马士兵潘得拉，也就是耶书·本·潘得拉（或称耶稣·本·潘得拉，Yeshu Ben Pandera或Jesus ben Pandera）的父亲。在塞尔苏斯的记述中，约瑟·本·潘得拉是耶稣的父亲，耶稣·本·潘得拉是耶稣的一个全名。这个记述和犹太文献是一致的。

## 生平
关于这个人的所有信息都来自他的墓碑，这块墓碑1859年在德国莱茵河畔宾根的城区賓格布呂克（Bingerbrück）被发现。阿布得斯·潘得拉的墓碑在該城市建设铁路工程中被发掘出来。这里曾经是包含几个其它石碑的罗马墓地。当前这块墓碑保存在德国巴特克罗伊茨纳赫的罗马大厅博物馆里。
阿布得斯·潘得拉墓碑上的铭刻（CIL XIII 7514）写到：
Tib（erius）Iul(ius) Abdes Pantera
Sidonia ann(orum) LXII
stipen(diorum) XXXX miles exs（ignifer?）
coh(orte) I sagittariorum
h(ic) s(itus) e（st）
提庇留·朱利亞斯·阿布得斯·潘得拉
来自西顿，卒62岁
服役40年，前大队旗手（?）
弓箭手第一步兵隊
在此安息
从墓志铭上看，阿布得斯·潘得拉生在Sidonia（西顿尼亚），现在鉴定为腓尼基的西顿，后来加入Cohors I Sagittariorum（第一弓箭陆军大队）。这就导致他的叙利亚语名字Abdes非常具有争议。有些学者相信，它的名字有仆人（艾西斯）的意思，但是其他人认为这是一个纯正的叙利亚名字。
潘得拉是拉丁语“黑豹”的意思，在羅馬時代是個很通行的名字。底比留斯·朱里亚斯很可能是他在完成25年服役后在罗马皇帝提比略在位的公元19-37年间获得罗马公民资格时获得的罗马名字。第一弓箭步兵隊队驻守犹太行省直到公元9年。驻守宾根的事件是在公元40-70年。他总共服役40年，很可能最后官至大队旗手，在62岁埋葬在日尔曼占领区。

## 与耶稣的关联
约瑟·本·潘得拉与耶稣的关联来自由克理索撰写的書籍，他是反基督教的希腊哲学家，教父俄利根曾寫作《反克理索》來反駁他的說法。克理索写道：
当她（玛利亚）怀孕后，就被和她订婚的木匠赶出家门，因此她被定位通奸罪，而她生出的孩子实际上是名叫潘得拉的士兵的。

在托塞夫塔这本书中曾经提到耶书·本·潘得拉这个人。这本书也就是犹太口传律法第二本总集。耶书（Joshua）是耶稣的希伯来名字。雖然有许多人有耶书这个名字，
耶稣一生中记载说：
耶稣的母亲玛利亚已经和约翰订婚后被邻居约瑟·本·潘得拉强奸。当她发现怀孕时，约翰离开她去了巴比伦。当耶稣出生后，她假装那是约翰的儿子，甚至努力试图让他接受犹太教的教育。然后耶稣开始反应邪恶的一面，后来越发不可收拾，明目张胆的羞辱它的宗教老师。这位拉比最终将耶稣的生父的真相泄露出来，但是他声称玛利亚因为是遭受非自愿暴力所以不会判为死罪。耶稣大约30岁时被公开为一个私生子，之后他逃入耶路撒冷。

塞尔苏斯笔下的潘得拉和底比留斯·朱里亚斯·阿布得斯·潘得拉之间的联系在1966年由马塞洛·克拉维里在他的书《La vita di Gesù》首度提出。底比留斯·朱里亚斯·阿布得斯·潘得拉的职业生涯有可能将他定位在犹地亚（现今巴勒斯坦），当时他也可能是耶稣生活时期的一个年轻人。
学者马库斯·J·博格和约翰·多米尼克·克罗森认为塞尔苏斯一直敌视基督教。这个具有罗马传统（罗马帝国曾多次迫害基督徒）的暗示，很可能源自罗马军队在耶稣出生的大约时期拿撒勒附近城市塞佛瑞斯一次镇压行动有关的记忆。大姓潘得拉（Panthera）可能起源于一个具有讽刺意味的单词关联："Panther"和"Parthenos"（意思是处女）。